# Lutfi Haziri

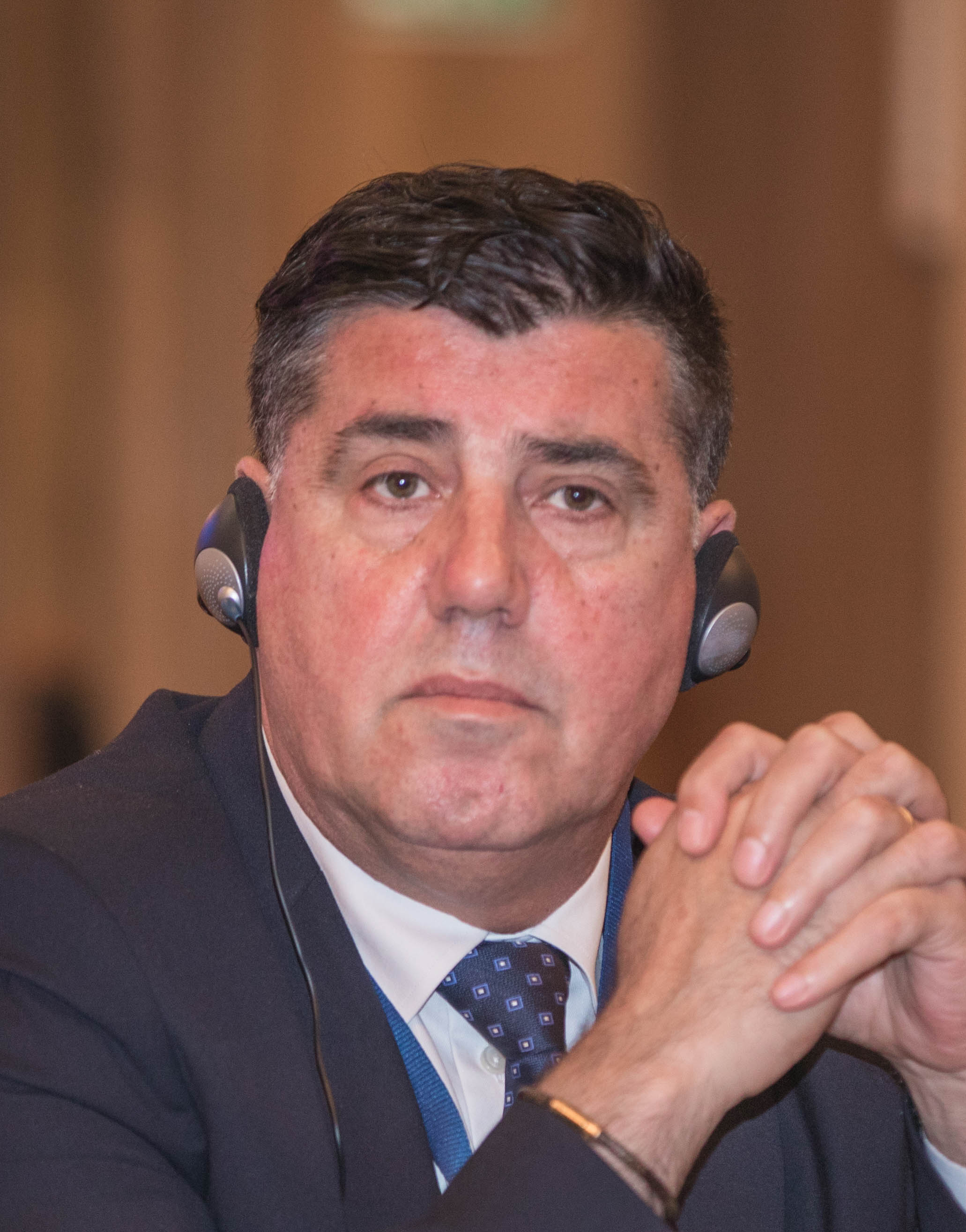
Lutfi Haziri

Lutfi Haziri (* 8. November 1969 in Gjilan, SFR Jugoslawien, heute Kosovo) ist ein kosovarischer Politiker der Demokratischen Liga des Kosovo (LDK) und Bürgermeister der Stadt Gjilan.
Haziri war stellvertretender Ministerpräsident und zeitweise Minister für Lokalregierung. Er leitete die kosovo-albanische Delegation bei den Verhandlungen mit Serbien zum zukünftigen Status des Landes in Wien im Februar 2006.

## Leben
Während der 1980er Jahre war Haziri Mitglied der Studentenbewegung an der Universität Pristina.
Seit 1990 war Haziri Mitglied des Verteidigungsministeriums des Kosovo. Im März 1990 wurde Lutfi Haziri zum Präsidenten der Jugendvereinigung der LDK in seiner Geburtsstadt Gjilan gewählt und behielt diese Funktion bis 1997. Im Oktober 1998 wurde Haziri wegen Beziehungen zur UÇK in Gjilan verhaftet. Nach seiner Freilassung im August 1999 wurde Haziri Bürgermeister des Verwaltungsbezirks Gjilan.
Am 3. Dezember 2004 wurde Haziri zum ersten Minister für Lokalregierung des Kosovo bestimmt. Haziri besitzt ein Management-Diplom der OSZE und ein Zertifikat der Georgetown University.

## Privates
Lutfi Haziri ist verheiratet und Vater von drei Töchtern.